# Gymnothorax baranesi
Gymnothorax baranesi es una especie de pez de la familia de los murénidos en el orden de los Anguilliformes.

## Morfología
Los machos pueden llegar a alcanzar los 85,7 cm de longitud total.

## Distribución geográfica
Se encuentra en el golfo de Áqaba (mar Rojo, Israel ).